# ابن غازی مکناسی

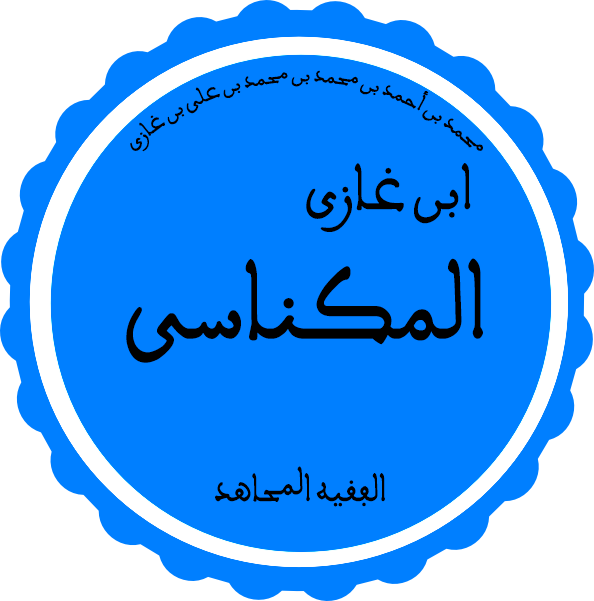

محمد بن احمد بن محمد بن محمد بن علی بن غازی، المکناسی(۸۴۱ - ۹۱۰ ق) (۱۴۳۷–۱۵۱۳م) یکی از برجسته‌ترین شخصیت‌های مراکش بود که در علوم و معارف متعددی مانند قرائت، تفسیر، حدیث، حساب، نحو، زبان، و تاریخ سرآمد زمان خود بود، اما مشهور به فقه و فتوا است و کتاب‌های زیادی دارد. زندگی او به تحصیل و تألیف محدود نبود بلکه برای حفاظت از مرزهای مراکش در برابر مهاجمان اروپایی به صف مجاهدین پیوست.

## زندگی
اصلا از قبیله بنو عثمان کوتاما است و در مکنس به دنیا آمد. وی در سال ۸۵۸ هجری قمری به فاس سفر کرد و در هفده سالگی برای تکمیل تحصیل در آنجا اقامت گزید. ابن غازی پس از سفر علمی به شهر فاس به شهر مکنس بازگشت و در بزرگ ترین مسجد آن امامت و تدریس میکرد. بین او و محمد بن ابی زکریا اختلاف شد و او را به شهر فاس تبعید کردند و در مسجد جدید فاس در شهر سفید مرینیان به تبلیغ پرداخت و سپس به امامت در مسجد القراویین پرداخت و کرسی هایی برای تدریس فقه، عربی، فرایض دینی و حساب به او اختصاص داده شد.
از شاگردان او شیخ شقرون بن ابی جمعه الوهرانی بود. او با تربیت شاگردان زیادی یک رنسانس علمی را رهبری کرد که نور آن پس از او بر بسیاری از شهرهای مراکش تابید.
ابن قاضی با تحقیق در مورد جهاد با متجاوزان اروپایی که خود بارها در آن شرکت داشت به شهرت رسید و تا پایان عمر به این کار ادامه داد. به سپاه سلطان محمد الشیخ مهدی که می خواست شهر اسیله را از دست پرتغالی ها پس بگیرد پیوست.
وی در روز چهارشنبه ۹ جمادی الاول ۹۱۰ هجری قمری درگذشت و در تشییع جنازه او علما و سلاطین و بزرگان شرکت کردند و قبر او زیارتگاهی است که به دشمن اندلس معروف است در فاس.

## آثار
«شفاء الغليل في حل مقفل خليل» (شفای شکرگزاران در حلول بسته خلیل)
«تكميل التقييد وتحليل التعقيد» (تحلیل تکمیل محدودیت و پیچیدگی)
«حاشية لطيفة على الألفية» "پانویسی زیبا برای هزاره"
«منیة الحساب» شرح کتاب «تلخیص الأعمال الحساب» ابن بنا مراکشی است .(بُغية الطُّلاب في شرح مُنية الحُسّاب) (منتشر شده در مؤسسه میراث علمی عرب در دانشگاه حلب سوریه (۱۹۸۳) . اهمیت این کتاب استفاده از برخی نمادهای جبری توسط او است که در آن دوره رواج داشته است.
«تقييد على صحيح البخاري»،
«الروض الهتون في أخبار مكناسة الزيتون»
«إنشاد الشريد في ضوال القصيد» (آواز خواندن یتیم در اعماق شعر)
«التعلل برسوم الإسناد بعد انتقال أهل المنزل والناد» (توجیه حق انتساب پس از انتقال خانوار و باشگاه)